# براد فريدل

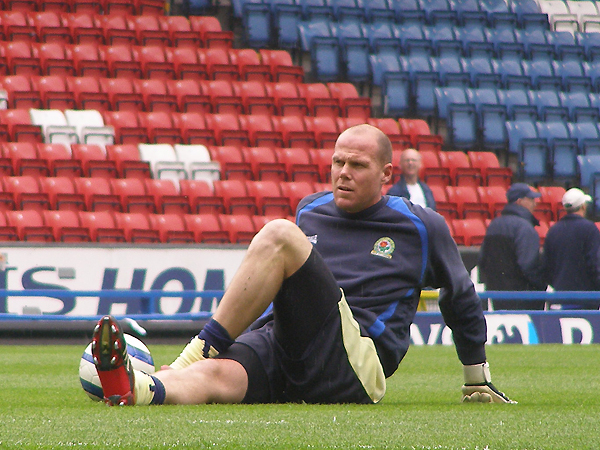
براد فريدل

برادلي هاوارد فريدل (بالإنجليزية: Brad Friedel)‏، من مواليد 18 مايو 1971 في أوهايو في الولايات المتحدة الأمريكية، لاعب كرة قدم أمريكي سابق، في مركز حارس المرمى.
بدأ مسيرته الكروية مع نادي نيوكاسل يونايتد الإنجليزي في عام 1994، وفي عام 1994 أعير إلى نادي بروندبي الدنماركي، ولعب معهم 10 مباريات، وفي عام 1655 انتقل إلى نادي غلطة سراي التركي، ولعب معهم 15 مباراة، وفي عام 1995 انتقل إلى نادي كولومبوس كرو، ولعب معهم حتى عام 1997، وشارك معهم في 45 مباراة، وفي عام 1997 انتقل إلى نادي ليفربول الإنجليزي، ولعب معهم حتى عام 2000، وشارك معهم في 25 مباراة، ومنذ عام 2000 وهو يلعب مع نادي بلاكبيرن روفرز الإنجليزي.
و قد لعب مع منتخب الولايات المتحدة لكرة القدم بين عامي 1992 و2005، وشارك معهم في 82 مباراة. وفي بطولة كأس العالم لكرة القدم 2002 في كوريا الجنوبية واليابان صد ركتلي جزاء (وربما هو أول حارس يفعل ذلك)، الأولى أمام منتخب كوريا الجنوبية والثانية أمام منتخب بولندا.

## مسيرته الكروية
لعب براد فريدل خلال مسيرته الاحترافية مع 7 أندية في اثنين وعشرين موسمًا وسجل خلالها هدفًا واحدًا ضمن 546 مباراة. حيث فاز في موسم واحد بالكأس ولم يفز بأي دوري.
خاض براد فريدل مسيرته مع نادي بروندبي في موسم 1994–95 لمدة موسم واحد، لم يشارك في أي مباراة ولم يسجل أي هدف. ثم انتقل إلى نادي غلطة سراي في موسم 1995–96 لمدة موسم واحد، حيث شارك في 30 مباراة ولم يسجل أي هدف أيضًا. لينتقل بعدها إلى نادي كولومبوس كرو في عامي 1996-1998 ولمدة موسمين، مشاركًا في 38 مباراة ولم يسجل أي هدف أيضًا. ثم انتقل إلى نادي ليفربول في موسم 1997–98 واستمر معه طيلة ثلاثة مواسم، مشاركًا في 25 مباراة ولم يسجل أي هدف أيضًا. هذا وانتقل لاحقًا إلى نادي بلاكبيرن روفرز في موسم 2000–01 ليلعب معه ثمانية مواسم، مشاركًا في 289 مباراة سجل خلالها هدفًا واحدًا. ثم انتقل بعدها إلى نادي أستون فيلا في موسم 2008–09 واستمر معه طيلة ثلاثة مواسم، مشاركًا في 114 مباراة ولم يسجل أي هدف. ليعود وينتقل من جديد، لكن هذه المرة إلى نادي توتنهام هوتسبير في موسم 2011–12 ليلعب معه أربعة مواسم، مشاركًا في 50 مباراة ولم يسجل أي هدف أيضًا.

## روابط خارجية
- براد فريدل على موقع الاتحاد الدولي (مؤرشف)  (الإنجليزية)
- براد فريدل على موقع الاتحاد الأوربي (الإنجليزية)
- براد فريدل على موقع اتحاد تركيا (لاعب) (الإنجليزية)
- براد فريدل على موقع الدوري الأمريكي (الإنجليزية)
- براد فريدل على موقع إي إس بي إن إف سي (الإنجليزية)
- براد فريدل على موقع قاعدة بيانات كرة القدم.إي يو (الإنجليزية)
- براد فريدل على موقع ناشيونال فوتبول تيمز (الإنجليزية)
- براد فريدل على موقع Soccerbase.com (لاعب) (الإنجليزية)
- براد فريدل على موقع Soccerway.com (الإنجليزية)
- براد فريدل على موقع عالم كرة القدم.نت (الإنجليزية)